# Gusendos de los Oteros
Gusendos de los Oteros ist ein Ort und eine nordspanische Gemeinde mit 126 Einwohnern (Stand: 2024) in der Provinz León und der Region Kastilien-León. Neben dem Hauptort Gusendos de los Oteros gehört die Ortschaft San Román de los Oteros zur Gemeinde.

## Lage und Klima
Gusendos de los Oteros liegt etwa 24 Kilometer südsüdöstlich von León im Nordwesten der Iberischen Meseta in einer Höhe von ca. 800 m. 
Das Klima im Winter ist rau, im Sommer dagegen trocken und warm; der Regen fällt überwiegend im Winterhalbjahr.

## Bevölkerungsentwicklung
| Jahr      | 1970 | 1981 | 1991 | 2001 | 2011 | 2021 |
| Einwohner | 480  | 368  | 276  | 192  | 142  | 127  |

Aufgrund der durch die Mechanisierung der Landwirtschaft und der Aufgabe von bäuerlichen Kleinbetrieben ausgelösten Landflucht ist die Bevölkerung des Dorfes seit der Mitte des 19. Jahrhunderts kontinuierlich gewachsen.

## Sehenswürdigkeiten

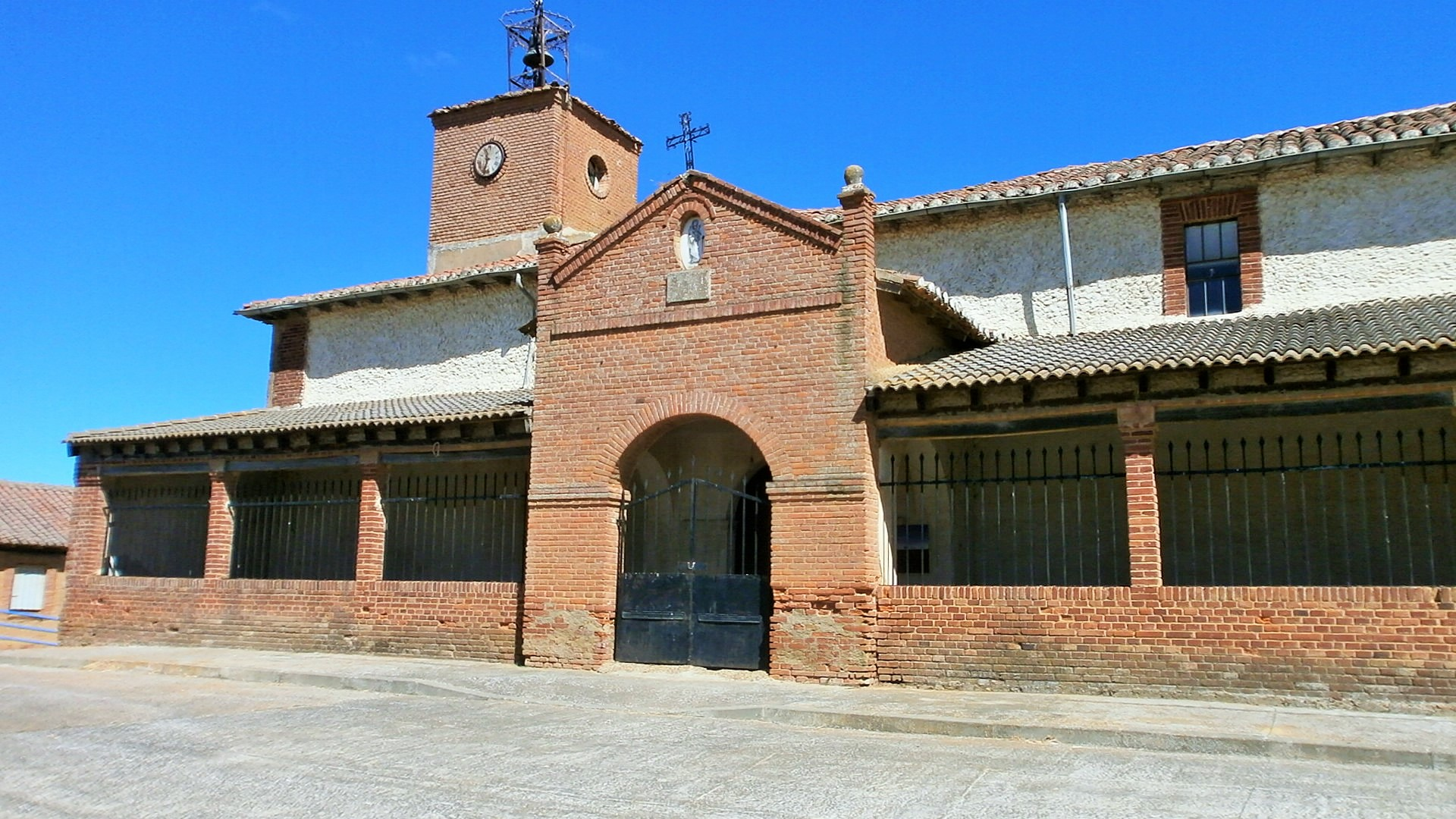
Kirche
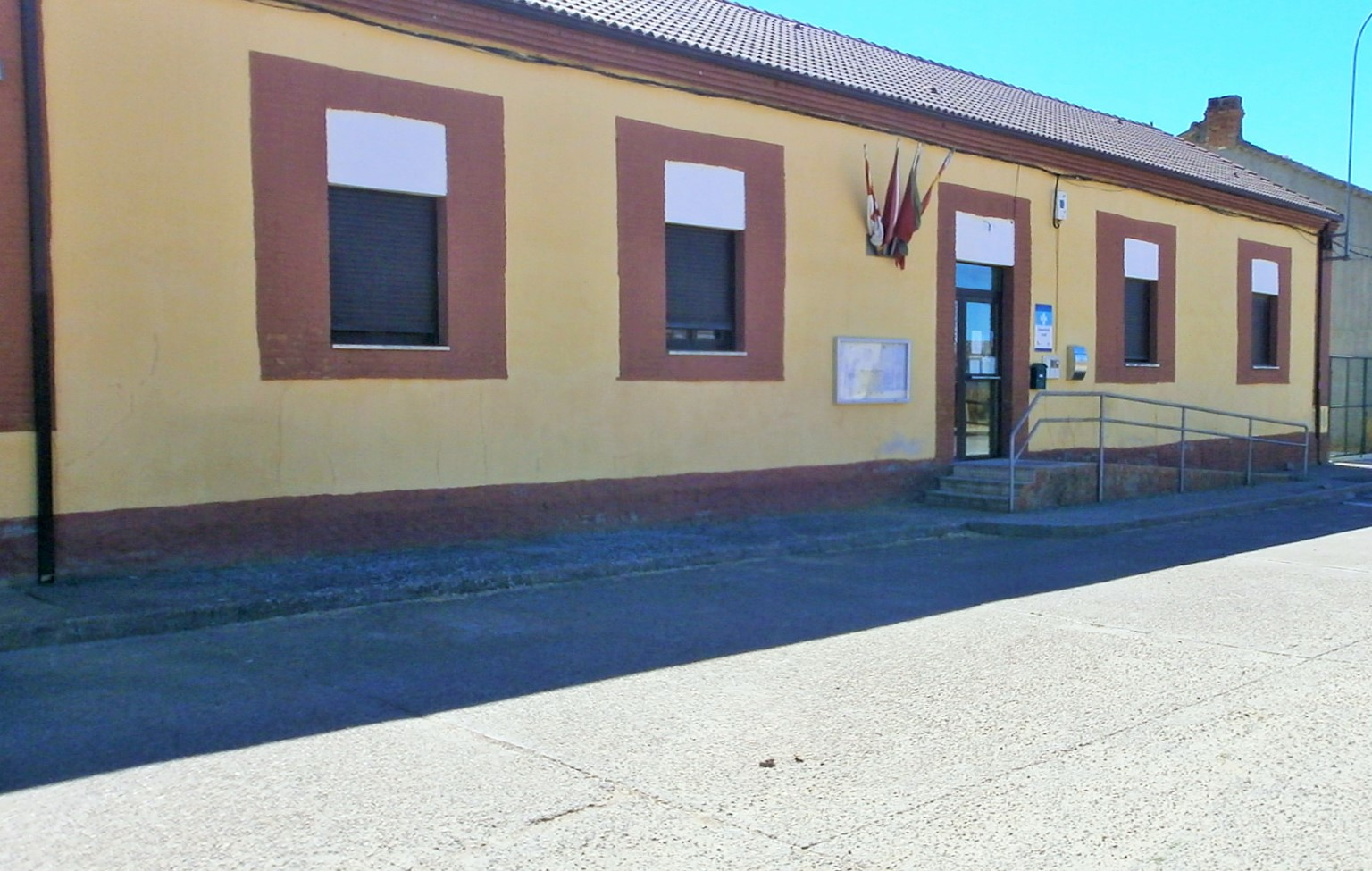
Rathaus

- Kirche
- Rathaus